# Движение за права человека и демократию
Движение за права человека и демократию (англ. Human Rights and Democracy Movement) — политическая партия Тонга, возглавляемая Улити Уата. На выборах 17 марта 2005 года партия получила 7 из 9 парламентских мест. Несмотря на то, что это крупнейшая политическая партия, Движение за права человека и демократию не представлено в правительстве страны.
Движение было основано в конце 1970-х годов небольшой группой тонганцев, которые считали, что в Тонга необходимы демократические преобразования. В 1992 году партия была официально переименована в Движение за демократию, а в 1998 году — Тонганское движение за права и демократию (англ. Human Rights and Democracy Movement). Тем не менее правительство страны отказалось регистрировать  движение под этим названием, и в сентябре 2002 года оно было переименовано Движение за права человека и демократию в Тонга (англ. Human Rights & Democracy Movement In Tonga).
К выборам 2010 года часть членов создала Демократическую партию Дружественных островов.